# پیشنبور
پیشنبور، روستایی است از توابع بخش کلاردشت شهرستان چالوس در استان مازندران ایران.

## جمعیت
این روستا در دهستان کلاردشت قرار دارد و براساس سرشماری مرکز آمار ایران در سال ۱۳۹۵، جمعیت آن ۱۸۴۹ نفر (۶۱۰خانوار) بوده‌است. مردم پیشنبور از قومیت طبری هستند. مردم پیشنبور به زبان طبری و گویش کلارستاقی سخن می‌گویند.